# ピアノ三重奏曲第2番 (シューベルト)
ピアノ三重奏曲第2番変ホ長調 作品100、D929（Piano Trio No. 2 in E-flat major (Es-dur) , D. 929）は、フランツ・シューベルトが作曲したピアノ三重奏曲。シューベルトらしい歌心に溢れ、また、曲調や調性が途中で大胆に変化する点は、第1番とは異質であり、ドラマチックとさえ言える曲。更に、時折り漂う寂寥感は、晩年のシューベルトならではの深淵を垣間見せる。全4楽章の構成で、演奏時間は約45分（下記のカットなしでは約50分）。

## 概要
第2番は1827年11月の作曲とされ、歌曲集「冬の旅」や、後期3大ピアノソナタと言われる第19番、第20番、第21番が生み出された時期でもあるが、シューベルトの健康は勝れなかった。しかし、頭痛とめまいに悩まされながらも、驚くべき余力で創作を進め、晩年の傑作群に加えていった。

## 初演
本作品は、シューベルトの生前からすでに有名で 少なくとも2回はウィーン楽友協会のホールで演奏されている。1度目は1827年12月26日、2度目は 翌1828年3月26日。どちらも大変に好評で、シューベルト自身も友人のヒュッテンブレンナーやライプツィヒの出版者へ送った手紙の中で、とりわけ聴衆に喝采されたこの曲のことを自慢している。また、後者（1828年3月）の演奏会では、一夜にして320フローリンを稼ぎ、大成功したと言われる。

## 出版
1828年の秋、ライプツィヒのプロープスト社から、作品100として出版される。シューベルトの存命中に、オーストリア国外から出版された唯一の曲であった。ただし、おそらくシューベルト自身の手により終楽章に大幅なカットが加えられており、現在のペータースなどの楽譜にも踏襲されている。自筆譜による原典版はベーレンライターから出版されている。

## 構成
第1楽章 ： アレグロ、変ホ長調、ソナタ形式（3/4拍子　634小節）
第1主題:
第2主題:
力強く重厚なユニゾン主題で始まり、ささやくようなピアノの第２主題が対比される。
第2楽章 ： アンダンテ・コン・モート、ハ短調、三部形式（2/4拍子　212小節）
ピアノの歩みの上に、チェロによるロマンティックな主題が重なり、ヴァイオリンも加わって歌い交わす優美な楽章。この主題は、シューベルトが1827年にウィーンで耳にした「太陽は沈み」というスウェーデンの民謡に基づいて書かれている。
第3楽章 ： スケルツァンド、アレグロ・モデラート、変ホ長調、三部形式（3/4拍子　175小節）
カノンの手法を使ったスケルツォ。トリオは変イ長調。
第4楽章 ： アレグロ・モデラート、変ホ長調、ロンド・ソナタ形式（6/8拍子　748小節）
晩年のシューベルトについてよく形容される「天国的な長さ」の典型のような楽章。後半では、これまでの楽章の主題も回想される。原典版では、出版時にカットされた展開部の98小節を含め、846小節にも及ぶ。
（小節数はオイレンブルクのスコアによる）

## 参考
第2楽章の主題は、映画『バリー・リンドン』のラヴ・シーンに使われ、エロスとタナトスとを同時に感じさせる名選曲となっている。
同じく第2楽章は、映画『メカニック』にも、主人公の殺し屋がLPレコードをかけて聴く場面があり、それは更にラストにも登場する。